# Айль
Айль (нем. Ayl) — община в Германии, в земле Рейнланд-Пфальц.
Входит в состав района Трир-Саарбург. Подчиняется управлению Саарбург. Население составляет 1432 человека (на 31 декабря 2010 года). Занимает площадь 7,58 км².